# Бану Амела
Бану Амела (арап. بنو عامله, изговор. Бану 'Амела) су јужно-арапска племена која су мигрирала из градова Бардоун, Јарим, Мајрајама и Џибла у централне планине и регион Раима у Јемену (Џабалан Ел Ардаба, Џабалан Ел Рајма).
Они прате своје родословље од свог оснивача који се звао Амела бин Саба'а бин Јашјеб бин Џариб бин Кахтан који је напустио Јемен након четвртог разарања бране Мариб око 200 године п. н. е. Они су боравили у Јордану и Сирији насељавајући јужне планине и источну долину савременог Либана. Међутим, постоји пуно контроверза у вези са питањем да ли је племе заправо јеменског порекла или припада северној линији Кајси.

## Византијски период
Из својих тадашњих насеља у јужној Палестини (која су и даље заузета чак и током муслиманског освајања Леванта), вековима су чланови племена Бану Амела деловао као федерати за рачун Византије против свих могућих претњи од племена са Арабијског полуострва и Лахмида који су били савезници Персијанаца. Сматра се да су се настанили у тој области, највероватније у 3. или 4. веку, након што су се преселили из Ирака и преко Палмире. Били су истакнути због своје снажне посвећеност царству у 6. веку и признали су доминацију Гасанида међу арапским федератима. Били су уско повезани са суседним племеном Бану Џудам и повезаним са племеном Бану Калб. Племе је било међу арапским федератима, који су се уз Византијско царство супротставили почетним муслиманским упадима у Левант.
Иако је мало тога познато о њиховим верским веровањима, они су описани као површни следбеници монофизитзма и за њих је коришћен назив Мутанасира (хришћани који немају чврсто веровање у хришћанство), насупрот изразу Насара (хришћан). Неки чак помињу племе који се држи неке паганске праксе. Међутим, много каснијих извора их је описало као посвећене хришћане.

## Исламски период
Пре исламског периода, племе Бану Амела је било номинално хришћанинско, у складу са околним становницима земље. Упркос томе што су вековима раније напустили Арабију и удружили се са локалним становништвом (у ограниченој мери), они су и даље задржали снажан осећај свог арапског порекла и идентитета који су чак сачували и након муслиманског арапског освајања Леванта од 634. до 638. године. Међутим, спектакуларни успех њихових етничких рођака под калифатом улио је у племе осећај зависти и претећи да угрози независност њихових насеља и апсорпцију у ширу арапску сферу. Као резултат тога, племе се трудило да се изолују и очувају свој јединствени статус од ауторитета калифата. Ова жеља је нарочито интензивирана и стекла је нову хитност са оснивањем 661. главног града Омејадског калифата у оближњем Дамаску у Сирији. Као резултат овог анти-естаблишмента и касније занемаривања Леванта под сунитским Абасидима и Тулунидима, племе (заједно са осталим, нарочито сеоским, становницима око Либана) посебно је било изложено порукама и пропаганди за коју се залагао шитски покрет који је повремено то чинио и убрзо запретио Омејадима и каснијим режимима калифата. Овај афинитет према штском покрету ојачао је након заточеништва у оближњем Дамаску преостале пратње Хусеина ибн Алија након битке код Кербале.
Током векова након исламског освајања њихове домовине, идентитет племена Бану Амела као шитске заједнице (често описан као тада је био прото-шитски) учврстио се. Међутим, њихова повезаност са дванаестом шиитском сектом остварена је тек након њиховог покретања и насељавања у Либану, нарочито од 11—13. века, прихватањем таквог шитског веровања посебно оног из источне Арабије и јужног Ирака. Пре тога, Левант је био релативно прихватљив за секту Исмаили Шиа - која је неко време базирала своје активности из Сирије - као и разне групе Гулата као што су Карматианци, који су владали над долином Бека почевши од 9. века.

Бану Амелин шиатски идентитет довео је до њихове маргинализације и истовременог прогона под узастопним сунитским режимима (укључујући и Отоманско царство), након што су крсташи побегли из Леванта. То је била и судбина других не-Сунитских група у региону, као што су Алавити и Друзи. Као резултат тога, племе Бану Амела је било присиљено да се расује по целом Либану из својих традиционалних насеља како би избегло прогон.

## Средњовековна историја
Племе Бану Амела било је током крсташких ратова изложено сталним нападима крсташа око 1095. године. Многи приморски градови су успели да падну у руке крсташа, након што су били сведоци многих зверстава. Међутим, села нису била подвргнута таквом пустошењу пошто су њихови становници остали у њима, а крсташима је било потребно локалном становништво како би обрађивало земљу да би им пружили храну и обезбедили набавке.
Племе Бану Амела је помогало у ослобађању своје земље од крсташа током владавине Ајубида и Мамелука, када је последњи град под именом Тир поново ослобођен од крсташа 19. маја 1291. године. Касније долази до преузимања власти од стране Мамелука и прогона оних који су им се супротставили, или припадали некој другој верској секти која се разликовала од њихове (Мамлуци су били сунитски муслимани).
Многе области у којима су боравили припадници племена Бану Амела преживеле су бројне преокрете и грађанске немире, као што су оне области који окружују Триполи и Кисрван у Либану. Као резултат тога, многи су побегли на југ, у подручја око Џезине или на исток, у долину Бека. Један од њихових истакнутих свештеника у то време, Шамсудин је прогоњен и на крају убијен од Мамелука у 1384 , касније назван "Први мученик".
Они су одиграли важну улогу у историји древног и модерног Либана. Током османске владавине (отприлике 1517.918.), они су успоставили аутономију у својим областима у тој мери да су имали своју заставу (тробојну: црвено као симбол Имам Хусеиновог мученика, црно као симбол њихове жалости за Хусеином и зелено- симболичку боју ислама) и војску која се борила против отоманских регионалних владара у северној Палестини и Дамаску.

## Под француском управом
Када су французи преузели мандат од Лиге народа након Првог светског рата, Либан је постао део тог мандата, који је 1920. године успоставио модерну Републику Либан, укључивши јужни Либан, долину Бека и северни Либан у форми државе.
Племе Бану Амела које се налазило у покрајини на југу Либана одбило је успостављање француске владавине над својом територијом, а нарочито успостављање француских владиних канцеларија и војних база, с обзиром на то да је то била последица њихове историјске аутономије. Настао је герилски рат, што је натерало многе људе и истакнуте личности отпора да се сарађују са Друзима из Либана и суседне Сирије око регије Хуран дуж подручја Голанске висоравни.
Адам Ханџар, једна од историјски најважнијих личности током овог сукоба, пронашао је блиског савезника у султану који се звао Баша Ел Атраш који је понудио помоћ, а понекад и уточиште за Ханџара и његове присталице. Велики устанак 1925—1927. Био је успешан и омогућио протеривање француских снага из Џабалове уз помоћ Друза и постао симбол сиријских и либанских заједничких примедби на мандат и све оно што је он као такав представљао.
Такође, многи религиозни људи одиграли су важну улогу у одлучивању о судбини ове побуне против Француске. Улеме-религиозни научници заговарали су и радили на сарадњи између Либана и Сирије, јер су се супротстављали идеји Великог Либана под директном француском контролом, за коју се веровало да је замишљена као Билада ел Шама или Велика Сирија. Неки учењаци, као што је Сајед Абдул Хусаин Шарафедин, издали су Фатву за џихад против Француске. Улема (на арапском 3олама) и лидери на југу састали су се 24. априла 1920. године у Вади Ел Хуџај-у да овласте Саједа Шарафедина, Саједа Мушена Ел Амина и Саједа Абдела Хусејина Нуредина да разговарају о будућности племена Џабала Амела и његових људи са краљем Фејсалом у Дамаску.
Као резултат тога изболе су многобројне побуне почев од 1920-их до француског одласка, а племе Бану Амела је формирало неколико бригада за борбу против Француза. То су бригаде биле Адам Ханџар, Садек Хамзех и Мухамед Ахмад Бази . Један од најважнијих догађаја у току ове побуне одиграо се 1936. године, када је град Бинт-Џбеил водио велику борбу против Француске, који је касније описана као борба ради независности. Људи који су били убијени у том догађају сматрани су мученицима либанонског отпора против француске окупације.

### Након либанонске независности
Након што је Либан стекао независност 22. новембра 1943. године и до времена када је француска војска повукла своје војнике из Либана 1946. године, Либански Национални Пакт, који је био замишљен и као незванични орган, доделило је место председавајућег парламента Шитима као признање за њихову улогу демографском и политичком смислу, али су они ипак остали друштвено и финансијски маргинализовани.
Тај статус је имао пуно везе са историјским савезом са којим су Французи били повезани са Маронитима у Либану и чињеницом да се већина развојних пројеката реализовала у Бејруту или околним областима, што је донекле имало позитиван исход јер је много активних младих људи путовало у иностранству тражећи бољу прилику. У 1960-им и 1970-им Западна Африка добила је највећи број шитских емиграната из Јужног Либана, посебно Сенегал, Обала Слоноваче, Сијера Леоне, Камерун и Заир, стога им је пружена прилика да створе богатство и политичке везе које се одржавају до данас.
Касније 1980. и током 1990-тих нове дестинације за емиграцију укључивале су САД, Канаду и многе делове у Јужној Америке, као што су Аргентина, Бразил, Венецуела, Уругвај и Аустралија.